# 林製紙
林製紙株式会社（はやしせいし）は、家庭紙（トイレットペーパー、ティッシュペーパー）を企画・製造・販売する製紙会社である。主に業務用とトイレットペーパーにプリントしたユニークな商品を得意とする会社。中でも、『リング』『らせん』などの著作で知られる作家鈴木光司と企画した日本一怖いトイレットペーパー ドロップは20万個を売り上げ世界中から注目された。
なお、作曲家の林哲司は同社創業者の三男であり、現在は非常勤の監査役である。

## 事業所
- 本社・工場 - 静岡県富士市比奈
- 直売店バンビックス - 富士市比奈

## 沿革
- 1955年（昭和30年） - 会社設立。ちり紙の製造をもって発足する。
- 1961年（昭和36年） - トイレットペーパーの製造に進出。
- 1965年（昭和40年） - 1650mm円網ヤンキー抄紙機を新設。
- 1971年（昭和46年） - 2650mm円網ヤンキー抄紙機を新設。
- 1998年（平成10年） - 直営店舗バンビックスを開店。
  - 2002年（平成14年） - ISO 14001認証取得。
- 2005年（平成17年） - 中小企業の新たな事業活動の促進に関する法律第9条第3項の規定に基づく経営革新計画の承認を受ける。「販促用トイレットペーパーの開発」（静岡県）
- 2009年（平成21年） - 中小企業の新たな事業活動の促進に関する法律第9条第3項の規定に基づく経営革新計画の承認を受ける。「シャワートイレ用のトイレットペーパーの開発」」（静岡県）

## 主な商品
- さかなクンの広い海へ出てみよう！
- しりべん（知って便利な）トイレットペーパー
- メジャー付きトイレットペーパー
- 東海道53次トイレットペーパー
- やくみつるのフードトイペ
- 森永卓郎の年収崩壊時代 生き残り10箇条
- 鈴木光司の日本一怖いトイレットペーパー ドロップ1、ドロップ2、ドロップ3
- 富士山登ろう
- ＭＯＴＴＡＩＮＡＩ
- トイレットペーパーパズル（ビラがパズルの人）